# Nils-Gustaf Gejvall
Nils-Gustaf Gejvall, född 13 december 1911 i Karlslunda församling, Kalmar län, död 3 mars 1991 i Förslövs församling, Kristianstads län, var en svensk zoolog och osteolog. Han innehade en personlig professur vid Statens humanistiska forskningsråd.

## Biografi
Gejvall är ett internationellt känt namn inom zoologi. Han studerade zoologi i Lund, men fick tidigt intresse för både human- och animal-osteologi. Från 1940-talet var han ansvarig för de osteologiska samlingarna på Statens historiska museum och han började tidigt studera bränt skelettmaterial som fram till dess varit styvmoderligt behandlat i vetenskapliga sammanhang. Härvidlag gjorde han banbrytande insatser: under loppet av 30 år undersökte han mer än 6 000 kremeringar, både förhistoriska och moderna, och påvisade möjligheten att bestämma även bränt och hårt fragmenterat material med hjälp av skelettens anatomiska detaljer.
Som initiativtagare till ett Osteologiskt forskningslaboratorium knutet till Stockholms universitet blev han dess föreståndare 1967 och verkade där fram till 1978. Genom att vara verksam inom såväl human- som animalosteologi riktade han laboratoriets verksamhet mot båda dessa områden. Laboratoriet ger också sedan 1974 ut en tidskrift, OSSA, som blivit ett forum för human- och animalosteologi från hela världen samt även för rättsmedicinsk forskning.
Han utsågs till ledamot av Kungliga Humanistiska Vetenskapssamfundet i Lund 1977.
Gejvall begravdes på Norra kyrkogården i Kalmar.